# Gluvia atlantica
Espèce
Gluvia atlantica est une espèce de solifuges de la famille des Daesiidae.

## Distribution
Cette espèce est endémique du Cap-Vert.

## Description
La femelle holotype mesure 20 mm.

## Publication originale
- Simon, 1879 : Essai d'une classification des Galéodes, remarques synonymiques et description d'espèces nouvelles ou mal connues. Annales de la Société Entomologique de France, sér. 5, vol. 9, p. 93–154 (texte intégral).